# Мегрега (деревня)
Ме́грега (лив.-карел. Мägrii) — деревня в Олонецком районе Карелии. Административный центр Мегрегского сельского поселения.
Название деревня получила от одноимённой реки Мегреги.

## География
Расположена на берегу реки Мегрега в 10 км на юго-восток от административного центра района — города Олонца.
Через деревню проходит автодорога A130, раньше проходила M18 Санкт-Петербург — Мурманск.

## История
В результате сокращения населения в 1957 году деревни Артула, Верхний Конец, Гомала (Гамола), Горбала, Левшойла, Луттилица, Мартойла, Неккулица, Нюрала и Сюрьга были объединены под общим названием Мегрега.

## Население
| 2002 | 2009 | 2010 | 2013 |
| ---- | ---- | ---- | ---- |
| 816  | ↗833 | ↘697 | ↘664 |

## Достопримечательности
- Братская могила воинов, погибших в годы Великой Отечественной войны 1941—1945 годов[6]. В братской могиле захоронено более 340 воинов 7-й армии Карельского фронта. Среди похороненных — Герой Советского Союза, капитан В. И. Шмаков (1916—1944)[7].
- Церковь Фрола и Лавра, построенная в 1613 году. Памятник архитектуры федерального значения. В 2001—2002 годах выполнена реставрация.[8][9]
- Полуразрушенная каменная церковь Воскресения Христова.[10]
- В МОУ «Мегрегская основная общеобразовательная школа» находится школьный Музей Боевой Славы.

## Известные уроженцы
- Анастасия Михайловна Звездина (1920—1943) — советская подпольщица в годы Великой Отечественной войны.

## Улицы
- 70-летия Октября
- Брендоева . Названа в честь карельского поэта Владимира Егоровича Брендоева
- Карла Маркса
- Лесная
- Макарова
- Минина. Улица названа в честь Анатолия Петровича Минина, который долгие годы был директором совхоза «Мегрегский».
- Молодёжная
- Набережная
- Новая
- Полевая
- Советская
- Чапаева
- Школьная
- Школьный переулок

## Галерея

Мегрега
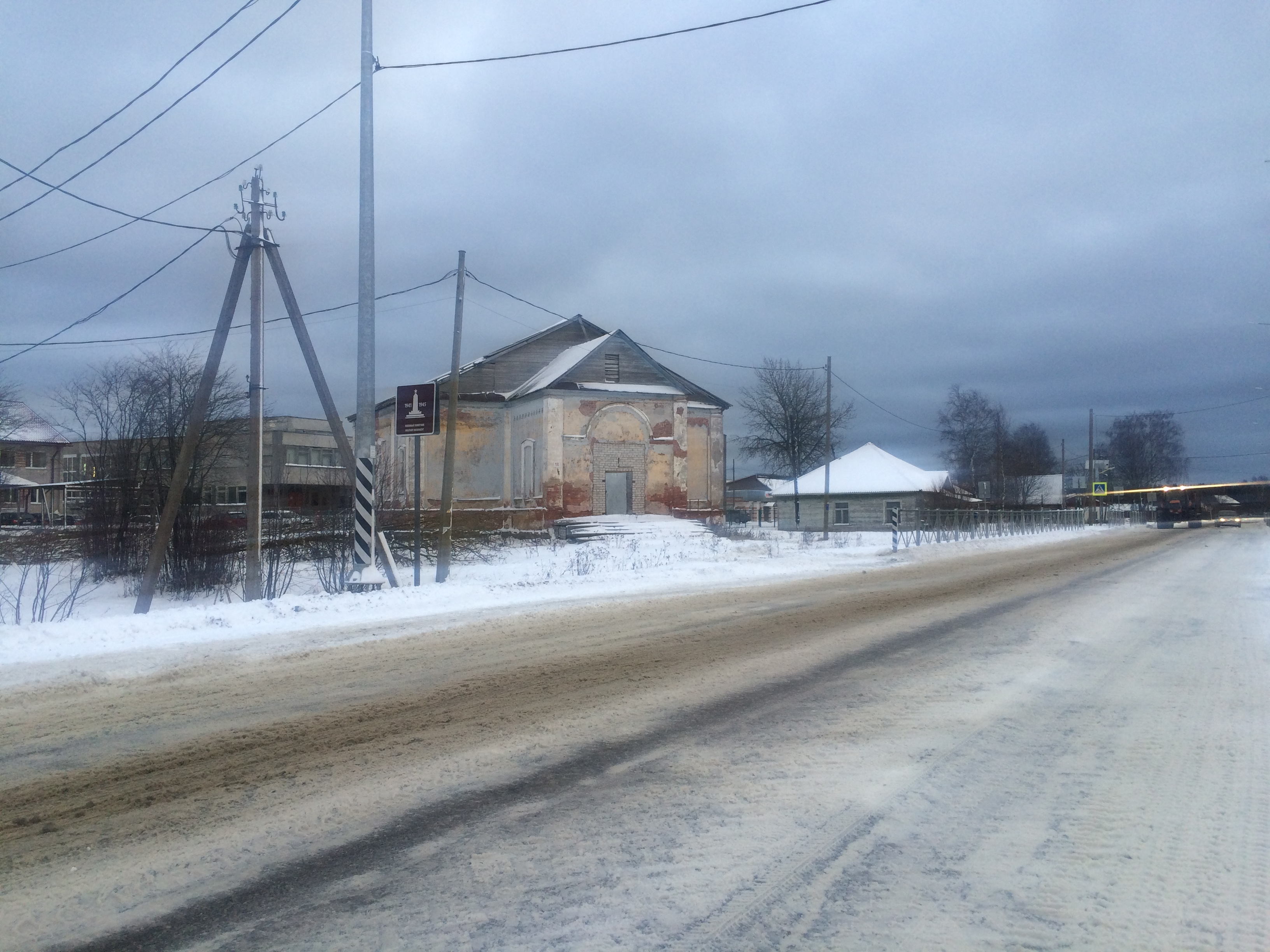
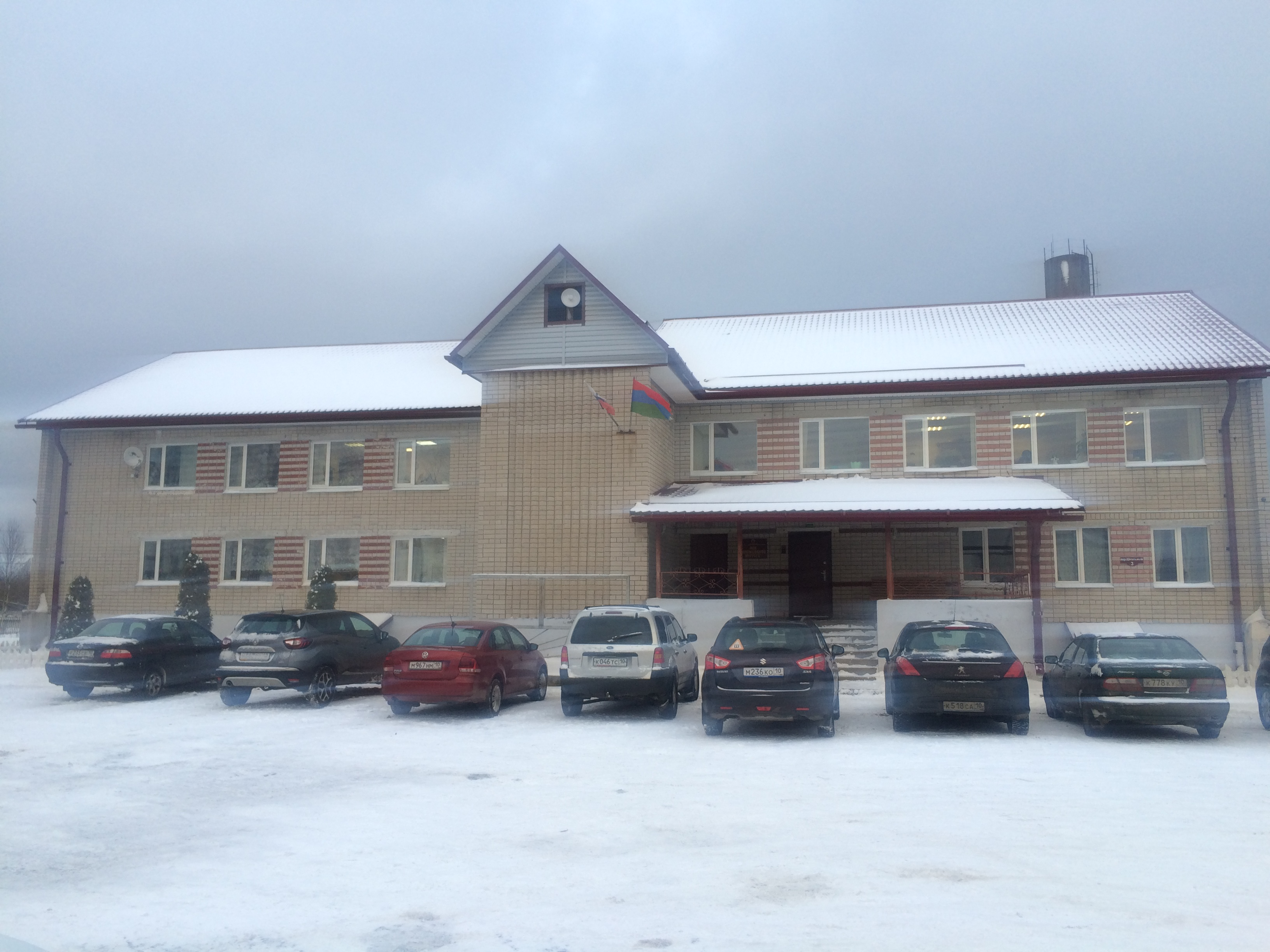
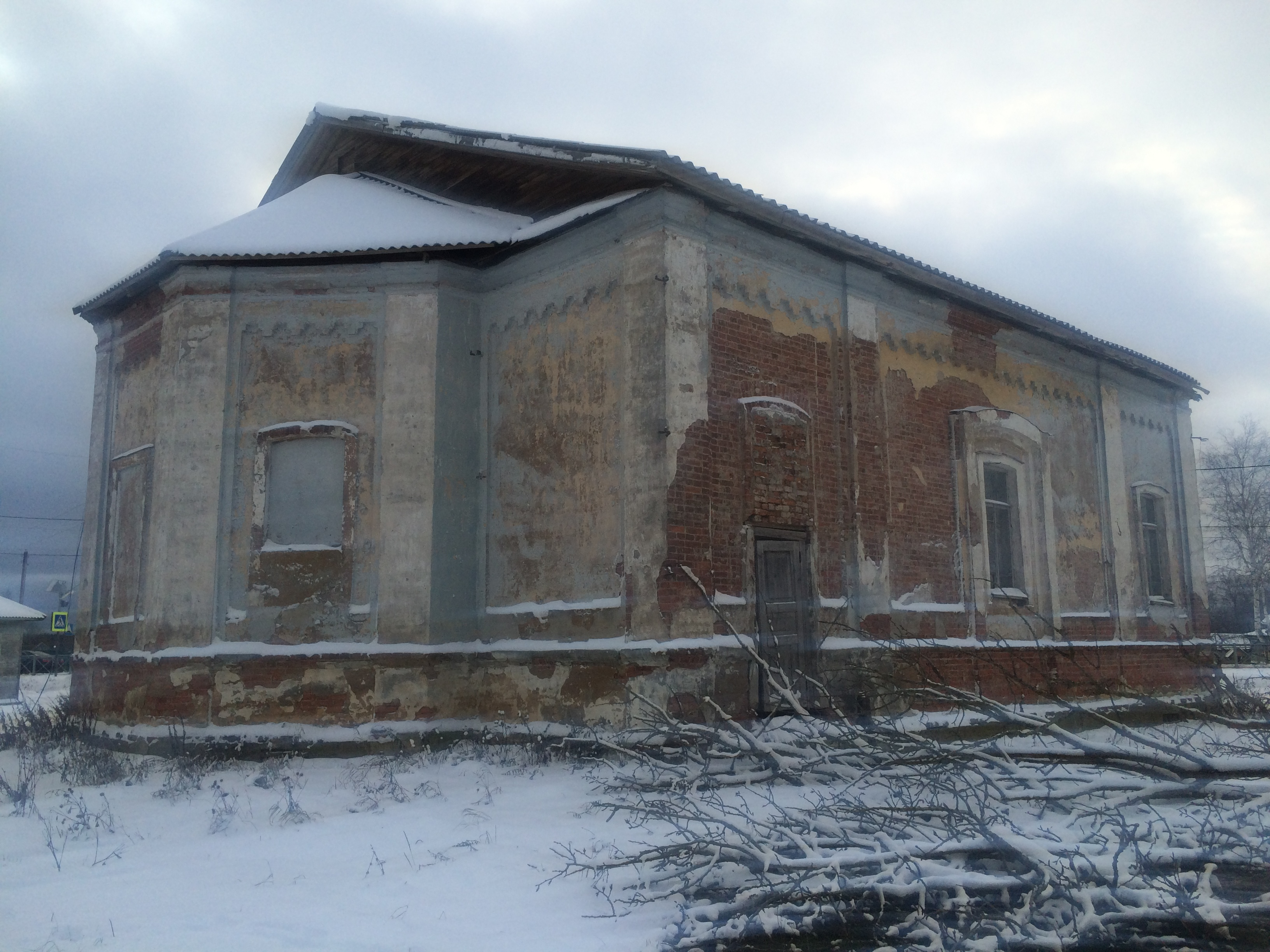
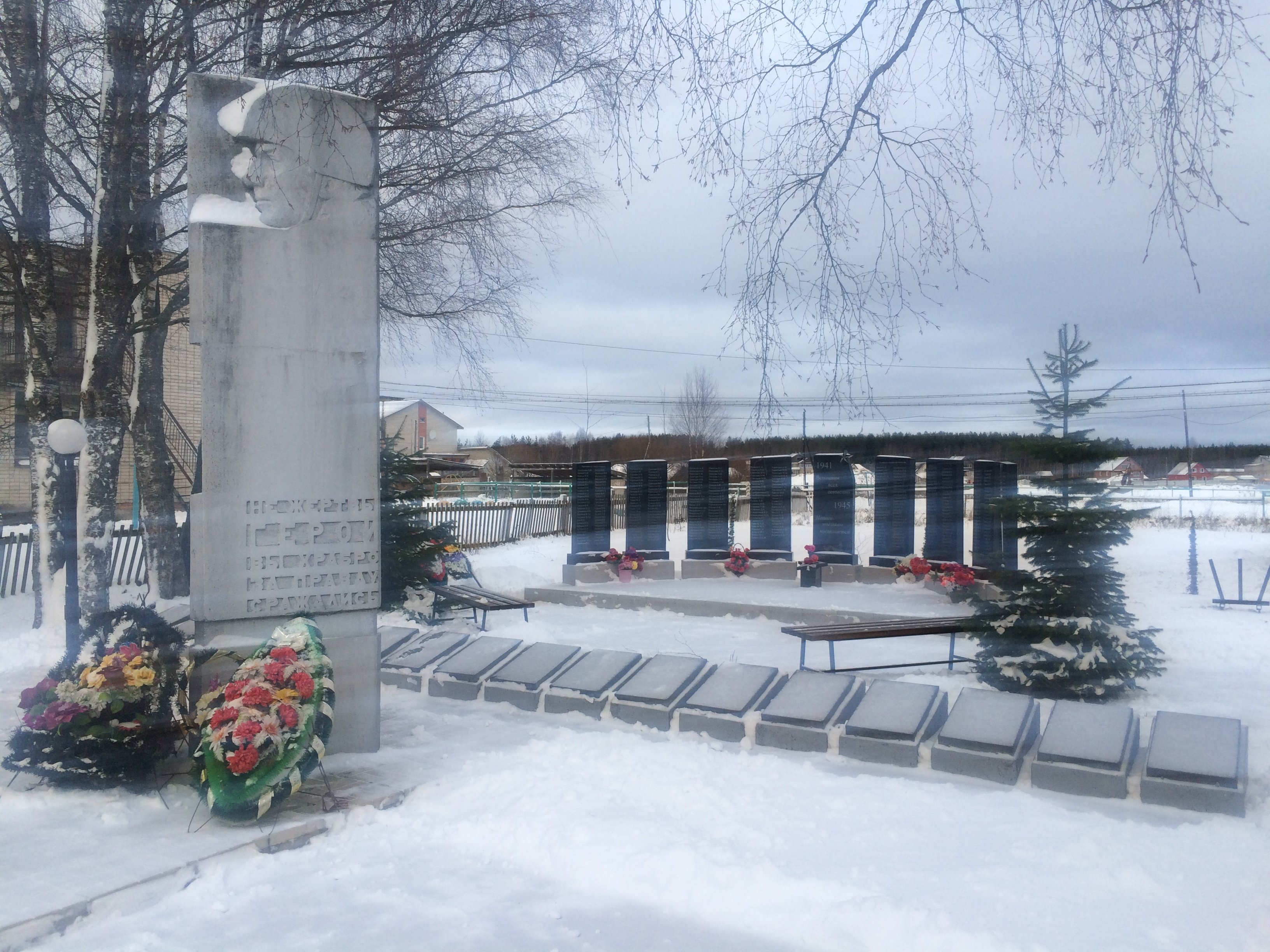